# Jaroslav Prokop
Jaroslav Prokop (12. března 1950 Brno) je český fotograf, grafik a vysokoškolský pedagog. Je držitelem titulu QEP (Qualified European Photographer). Je rovněž ředitelem Národního muzea fotografie o.p.s.

## Život
V letech 1965–1968 vystudoval Střední všeobecně–vzdělávací školu (SVVŠ) v Brně. Následovalo studium fotografie na Střední uměleckoprůmyslové škole tamtéž v letech 1968–1971, kde byli jeho učiteli Karel Otto Hrubý a Oldřich Staněk. V roce 1971 byl přijat na studium fotografie na pražské Filmové a televizní fakultě Akademie múzických umění v Praze, kde studoval u profesora Jána Šmoka a Jaroslav Rajzíka. Studia zakončil v roce 1976 a získal titul MgA.
Od ukončení studia působí ve svobodném povolání, zabývá se komerční, reklamní i volnou tvorbou. V letech 1983–1993 byl kmenovým fotografem Juniorklubu Na chmelnici v Praze, od roku 1994 mezinárodního festivalu Divadlo v Plzni a v letech 1995–1999 festivalu Tanzsprache ve Vídni. Je členem Asociace profesionálních fotografů ČR. 
Od roku 1999 působí jako vedoucí pedagog a pedagog Atelieru reklamní fotografie na Fakultě multimediálních komunikací Univerzity Tomáše Bati ve Zlíně (v letech 2009–2013 byl ředitelem ústavu reklamní fotografie a grafiky tamtéž). V roce 2008 se habilitoval na FAMU Praha.
Od roku 1999 je činovníkem Muzea fotografie z.s. (od roku 2022 předsedou správní rady) a ředitelem jeho obecně prospěšné společnosti Národní muzeum fotografie. Jako kurátor připravil řadu výstav.    

## Výstavy

### Samostatné výstavy (výběr)
- 2000 Práce s tělem, fotografie z performací Jiřího Sozanského, galerie Mánes, Praha
- 2003/2004 Zóna A, v ulicích Karlína, fotografická část projektu Jiřího Sozanského, Praha
- 2005 Z prachu a popele, Staroměstská radnice – fotografická část výstavy projektu Jiřího Sozanského, Praha
- 2006 Jaroslav Prokop – Fotografie, galerka Újezd, Praha
- 2008 Jaroslav Prokop – Fotografie na obalech hudebních nosičů, Palác Akropolis, foyer (AGalerie), Praha, 10. – 28. ledna 2008
- 2009 Jaroslav Prokop – Muzikanti, Malá galerie České spořitelny, Kladno, 1. července – 31. srpna 2009
- 2010 Jaroslav Prokop – Muzikanti, galerie Bazilika, České Budějovice
- 2010 Jaroslav Prokop – Krajiny, Muzeum, Zábřeh na Moravě
- 2013 Muzykancy, galeria ASP, Krakow
- 2014 Eleven - Tribute to Nigel, galerie Imflieger, Schokoladefabrik, Wien, Rakousko
- 2014 Muzikanti, galerie Kongresového centra ČNB, Praha
- 2014/2015 Regal–Jindra–Prokop Reklamní fotografie, Photogether Gallery, Zlín a Galerie Langhans Praha
- 2017 Portrét jednoho hudebního festivalu: Pezinok 1976, Leica Gallery, Praha, 7. dubna – 18. června 2017, (kurátoři Karel Haloun a Luděk Kubík)[3]

## Kurátor výstav
- 2005 Eduard Ingriš – fotograf, filmař, skladatel, dobrodruh, Národní muzeum fotografie, Jindřichův Hradec
- 2005 Zlatý fond Národního muzea fotografie – výběr, Poslanecká sněmovna Parlamentu ČR, Praha
- 2005–2013 Zlatý fond Národního muzea fotografie (každoročně), foyer kongresového centra, Česká národní banka, Praha
- 2007 Šestka, výstava Atelieru reklamní fotografie FMK UTB ve Zlíně, Pražský dům fotografie (PHP), Praha
- 2007 Devátá sklizeň, České centrum v Moskvě, Nižný Novgorod, Jekatěrinburg, Rusko
- 2007 137?, studenti a pedagogové ARF a FH Dortmund, Jőrg Winde FH Dortmund, galerie Goethe Institutu Praha, galerie České centrum Praha (spolukurátor Jan Jindra)
- 2009 137?, studenti a pedagogové ARF a FH Dortmund, Wissenschaftspark Gelsenkirchen, Německo
- 2009 Fotografie@Design, fotografická část společné výstavy ARF a AGD FMK, galerie Rondo, Katowice, Polsko
- 2024 Tělesnost – Výběr ze Zlatého fondu Národního muzea fotografie, Regionální muzeum, Mikulov